# Championnat de France de rugby à XV de 2e division 1999-2000
Navigation
Élite 2 1998-1999 Élite 2 2000-2001
Le championnat de France de rugby à XV de 2e division 1999-2000 appelé Élite 2 est l'antichambre de la première division, le Elite 1. La compétition se déroule du 16 septembre 1999 au 19 mai 2000 en deux phases. À l'issue de la première phase, les clubs classés aux cinq premières places sont qualifiés pour la phase 2 au sein d'une poule unique.
Béziers est champion d'Élite 2 pour la saison 1999-2000 et accède à la 1re division pour la saison 2000-2001. (L'appellation TOP 16 verra le jour lors de la saison 2001-2002).
Du fait du resserrement de l'élite, 11 clubs sont relégués en Fédérale 1. Aucun club de Fédérale 1 n'accède à la Division 2 pour l'année 2000-2001.

## Première phase

### Poule 1

#### Classement
| Rang | Club                | J  | V  | N | D  | Pm  | Pe  | Diff | Pts |
| ---- | ------------------- | -- | -- | - | -- | --- | --- | ---- | --- |
| 1    | AS Béziers          | 18 | 15 | 1 | 2  | 574 | 298 | +276 | 49  |
| 2    | Aviron bayonnais    | 18 | 13 | 0 | 5  | 463 | 319 | +144 | 44  |
| 3    | US Tyrosse          | 18 | 12 | 1 | 5  | 472 | 323 | +149 | 43  |
| 4    | CA Lannemezan       | 18 | 10 | 1 | 7  | 409 | 325 | +84  | 39  |
| 5    | US Marmande (P)     | 18 | 9  | 0 | 9  | 331 | 357 | -26  | 36  |
| 6    | Av. Valence d'Agen  | 18 | 7  | 3 | 8  | 363 | 404 | -41  | 35  |
| 7    | Stade bordelais     | 18 | 7  | 3 | 8  | 322 | 346 | -24  | 35  |
| 8    | RC Orléans          | 18 | 5  | 1 | 12 | 243 | 395 | -152 | 29  |
| 9    | Lombez Samatan Club | 18 | 4  | 0 | 14 | 290 | 463 | -173 | 26  |
| 10   | US Tours (P)        | 18 | 2  | 2 | 14 | 225 | 462 | -237 | 24  |

Le CAL deviendra à l'issue de cette saison le Lannemezan Tarbes Hautes-Pyrénées, en fusionnant avec le Stadoceste Tarbais

|  | Participation à la 2e phase pour en déterminer le champion, promu en Division 1 2000-2001 (no 1, no 2, no 3, no 4, no 5).                                       |
|  | Relégation en Promotion nationale 2000-2001 (no 6, no 7, no 8, no 9, no 10).                                                                                    |
|  | R : relégués 1999 • P : promus 1999 V : victoires • N : matchs nuls • D : défaites • PM : points marqués • PE : points encaissés • Diff : différence de points. |

### Poule 2

#### Classement
| Rang | Club                         | J  | V  | N | D  | Pm  | Pe  | Diff | Pts |
| ---- | ---------------------------- | -- | -- | - | -- | --- | --- | ---- | --- |
| 1    | Montpellier RC               | 18 | 12 | 1 | 5  | 424 | 327 | +97  | 43  |
| 2    | Istres Sp (P)                | 18 | 11 | 0 | 7  | 380 | 335 | +45  | 40  |
| 3    | RC Aubenas-Vals (P)          | 18 | 10 | 1 | 7  | 342 | 257 | +85  | 39  |
| 4    | FCS Rumilly                  | 18 | 10 | 0 | 8  | 424 | 310 | +114 | 38  |
| 5    | SC Graulhet (P)              | 18 | 9  | 1 | 8  | 377 | 326 | +51  | 37  |
| 6    | RC Le Creusot-Montchanin (P) | 18 | 9  | 0 | 9  | 280 | 334 | -54  | 36  |
| 7    | Balma ORC                    | 18 | 8  | 0 | 10 | 350 | 336 | +14  | 34  |
| 8    | RRC Nice                     | 18 | 8  | 0 | 10 | 341 | 379 | -38  | 34  |
| 9    | RC Dijon                     | 18 | 6  | 2 | 10 | 311 | 440 | -129 | 32  |
| 10   | RC Strasbourg                | 18 | 4  | 1 | 13 | 228 | 413 | -185 | 27  |

|  | Participation à la 2e phase pour en déterminer le champion, promu en Division 1 2000-2001 (no 1, no 2, no 3, no 4, no 5).                                       |
|  | Relégation en Promotion nationale 2000-2001 (no 6, no 7, no 8, no 9, no 10).                                                                                    |
|  | R : relégués 1999 • P : promus 1999 V : victoires • N : matchs nuls • D : défaites • PM : points marqués • PE : points encaissés • Diff : différence de points. |

## Seconde phase

### Classement
| Rang | Club             | J  | V  | N | D  | Pm  | Pe  | Diff | Pts |
| ---- | ---------------- | -- | -- | - | -- | --- | --- | ---- | --- |
| 1    | AS Béziers       | 18 | 16 | 1 | 1  | 637 | 327 | +310 | 51  |
| 2    | Aviron bayonnais | 18 | 12 | 0 | 6  | 488 | 360 | +128 | 42  |
| 3    | US Tyrosse       | 18 | 11 | 0 | 7  | 477 | 445 | +32  | 40  |
| 4    | Montpellier RC   | 18 | 9  | 2 | 7  | 405 | 404 | +1   | 38  |
| 5    | CA Lannemezan    | 18 | 9  | 0 | 9  | 456 | 361 | +95  | 36  |
| 6    | RC Aubenas-Vals  | 18 | 7  | 2 | 9  | 333 | 404 | -71  | 34  |
| 7    | FCS Rumilly (P)  | 18 | 7  | 0 | 11 | 406 | 479 | -73  | 32  |
| 8    | Istres Sp. (P)   | 18 | 7  | 0 | 11 | 314 | 510 | -196 | 32  |
| 9    | US Marmande (P)  | 18 | 5  | 1 | 12 | 392 | 421 | -29  | 29  |
| 10   | SC Graulhet (P)  | 18 | 4  | 0 | 14 | 315 | 512 | -197 | 26  |

|  | Champion, promu en Division 1 2000-2001 (no 1). |
|  | Relégation en Promotion nationale 2000-2001 (no 10). |
|  | R : relégués 1999 • P : promus 1999 V : victoires • N : matchs nuls • D : défaites • PM : points marqués • PE : points encaissés • Diff : différence de points. |